# Miroslav Stević
Miroslav Stević (en serbe en écriture cyrillique : Мирослав Стевић), né le 7 janvier 1970 à Ljubovija en Yougoslavie (aujourd'hui en Serbie), est un footballeur serbe, qui évoluait au poste de milieu de terrain en équipe de RF Yougoslavie.
Stević n'a marqué aucun but lors de ses six sélections avec l'équipe de RF Yougoslavie en 1998.

## Carrière
- 1989-1990 : Partizan Belgrade -  Yougoslavie
- 1990-1992 : Rad Belgrade -  Yougoslavie
- 1992-1992 : Grasshopper Zürich -  Suisse
- 1992-1994 : Dynamo Dresde -  Allemagne
- 1994-1999 : TSV Munich 1860 -  Allemagne
- 1998-2002 : Borussia Dortmund -  Allemagne
- 2002-2003 : Fenerbahçe -  Turquie
- 2003-2005 : VfL Bochum -  Allemagne
- 2005-2006 : Unterhaching -  Allemagne

## Palmarès

### En équipe nationale
- 6 sélections et 0 but avec l'équipe de RF Yougoslavie en 1998.
- Huitième de finaliste de la Coupe du monde 1998

### Avec le Borussia Dortmund
- Vainqueur du Championnat d'Allemagne en 2002.
- Finaliste de la Coupe UEFA en 2002.